# 图恩城堡

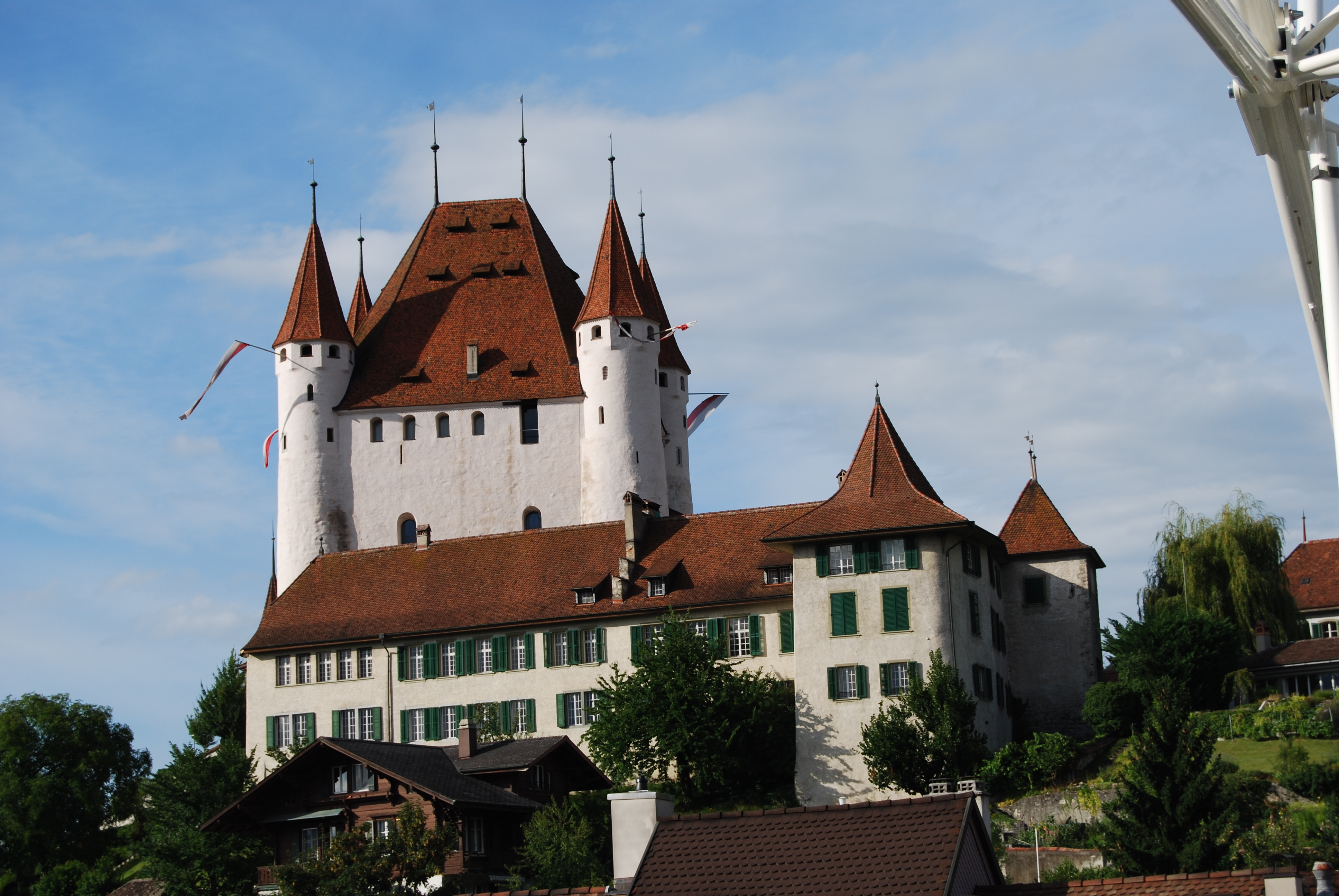
图恩城堡

图恩城堡（德語：Schloss Thun）是瑞士伯恩州图恩的一座的中世纪城堡，位于图恩湖西北角的阿勒河畔。
图恩城堡坐落在图恩镇的小丘上，俯瞰全城。城堡于12世纪末由柴林根公爵建立。15世纪伯尔尼人成为领主并进行了可观的扩建。城堡现已列入瑞士国家重要文化财产名录，作为历史博物馆和其他展览场地。